# Rhododendron macrophyllum
Rhododendron macrophyllum er en rhododendron-art fra Californien.
R. macrophyllum vokser i naturen i den dybe skygge af store nåletræer. Den må derfor ikke udsættes for vintersol.